# Formel 3000 1993
Formel 3000 1993 kördes över 9 omgångar. Olivier Panis tog titeln.

## Delsegrare
| Datum      | Bana           | Vinnare         |
| ---------- | -------------- | --------------- |
| 3 maj      | Donington Park | Olivier Beretta |
| 9 maj      | Silverstone    | Gil de Ferran   |
| 30 maj     | Pau            | Pedro Lamy      |
| 17 juli    | Pergusa        | David Coulthard |
| 24 juli    | Hockenheim     | Olivier Panis   |
| 22 augusti | Nürburgring    | Olivier Panis   |
| 29 augusti | Spa            | Olivier Panis   |
| 3 oktober  | Magny-Cours    | Franck Lagorce  |
| 9 oktober  | Nogaro         | Franck Lagorce  |

## Slutställning
| Plats | Förare           | Poäng |
| ----- | ---------------- | ----- |
| 1     | Olivier Panis    | 32    |
| 2     | Pedro Lamy       | 31    |
| 3     | David Coulthard  | 25    |
| 4     | Franck Lagorce   | 21    |
| 4=    | Gil de Ferran    | 21    |
| 6     | Olivier Beretta  | 20    |
| 7     | Vincenzo Sospiri | 16    |
| 8     | J-C Boullion     | 12    |
| 9     | Paul Stewart     | 10    |
| 10    | Max Papis        | 6     |